# دلق

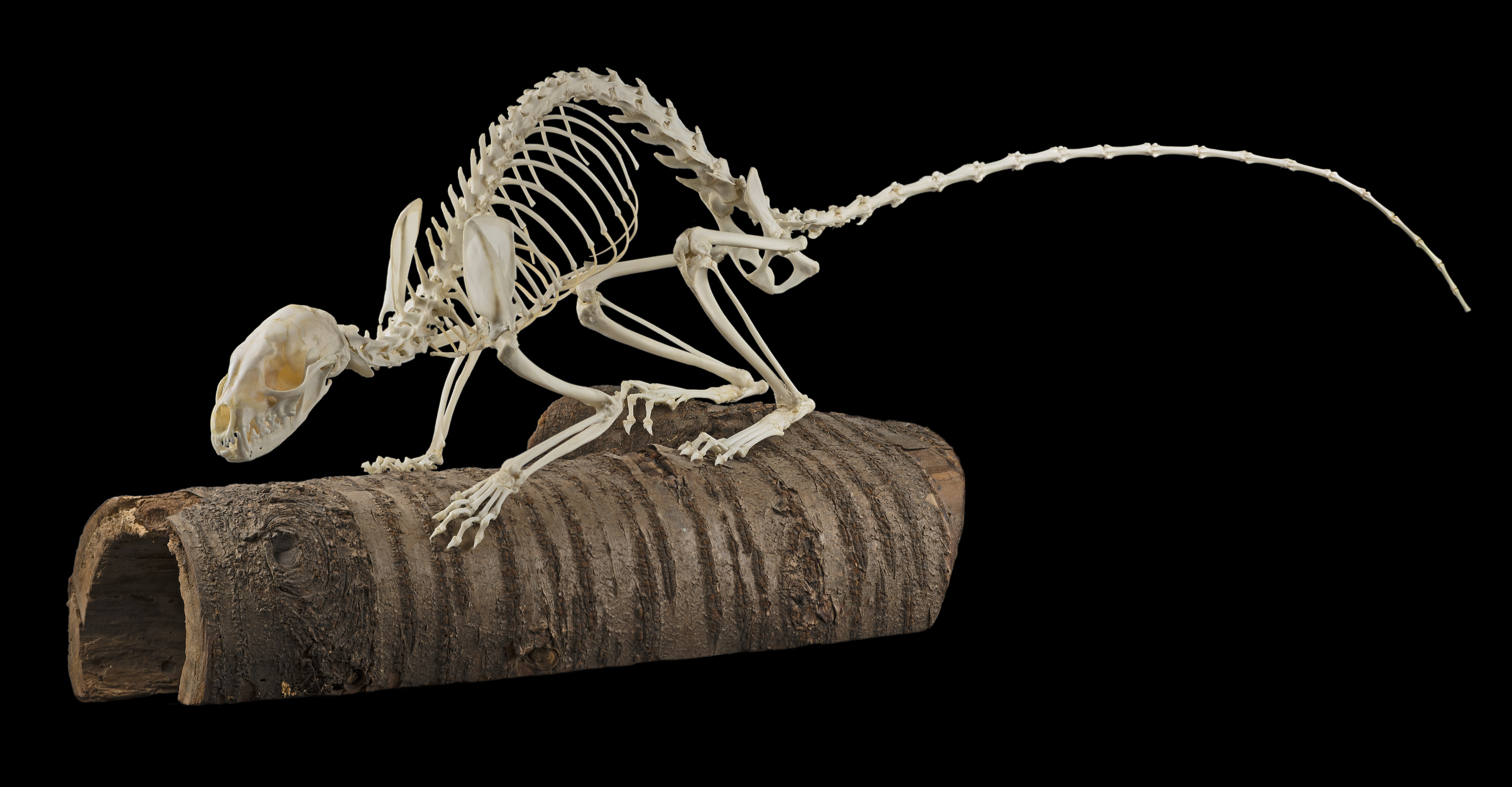
هيكل عظمي

الدَّلَق أو السِّنْسار (الاسم العلمي:Martes foina) (بالإنجليزية: Beech Marten)‏ هو نوع من الثدييات يتبع جنس الخز من فصيلة العرسيات.